# Chactidae
Chactidae (лат.) — семейство скорпионов из надсемейства Chactoidea.
11-12 родов и более 170 видов. Встречаются в Северной, Центральной и Южной Америке. Древнейшая находка семейства в ископаемом состоянии происходит из раннего мела Бразилии.

## Классификация
Статус некоторых родов дискутируется. Иногда в состав семейства Chactidae включают европейский род Belisarius (Troglotayosicidae).
- Anuroctonus Pocock, 1893
- Broteochactas Pocock, 1893 (? =Auyantepuia, Cayooca, Guyanochactas, Taurepania)
- Brotheas C.L. Koch, 1837 — Бразилия, Венесуэла, Гайана, Колумбия, Суринам, Французская Гвиана[3]
- Chactas Gervais, 1844) — Венесуэла, Колумбия, Коста-Рика, Панама, Тринидад и Тобаго, Эквадор[3]
- Guyanochactas Lourenco, 1998
- Hadrurochactas Pocock, 1893 — Бразилия, Венесуэла, Французская Гвиана[3]
- Neochactas Soleglad & Fet 2003 — Бразилия, Венесуэла, Гайана, Колумбия, Тринидад и Тобаго, Французская Гвиана[3]
- Nullibrotheas Williams, 1974 — Мексика[3]
  - Nullibrotheas allenii Wood, 1863
- Teuthraustes Simon, 1878 — Бразилия, Венесуэла, Колумбия, Перу, Эквадор[3]
- Uroctonus Thorell, 1876
- Vachoniochactas Gonzalez-Sponga, 1978 — Бразилия, Венесуэла[3]